# Distribution Media Format
Distribution Media Format (DMF) es un formato para disquetes que Microsoft usaba para distribuir software. Esto permitió que el disquete contuviera 1.68 MB de datos en un disco de 3½ pulgadas, en lugar de 1,44 MB más estándar. Como efecto secundario, las utilidades tuvieron que soportar especialmente el formato para leer y escribir los disquetes, lo cual hizo que la piratería de software de productos distribuidos por este medio más difícil. El primer producto de software de Microsoft que utilizó DMF para su distribución era la revisión 'c' de Office 4.x. también fue el primer producto de software que uso archivos CAB (en ese entonces llamados "Diamond").
Comparación entre DMF y los disquetes estándares de 1.44MB 3½ pulgadas:
|                             | 1,44MB    | DMF               |
| --------------------------- | --------- | ----------------- |
| Pistas                      | 80        | 80                |
| Sectores por pista          | 18        | 21                |
| Tamaño de clúster           | 512 bytes | 1024 o 2048 bytes |
| Entradas de directorio raíz | 224       | 16                |